# Leslie (Familienname)
Leslie ist ein englischer Familienname.

## Künstlername
- Leslie (Sängerin) (Leslie Bourgouin; * 1985), französische Sängerin

## Familienname
- Aleen Leslie (1908–2010), US-amerikanische Drehbuchautorin
- Alexander Leslie, 1. Earl of Leven (1580–1661), schottischer Feldmarschall
- Alexander Leslie, 7. Earl of Ross (um 1366–1402), schottischer Adliger
- Alexander Leslie (General) (1731–1794), britischer Major General
- Alexander Leslie-Melville, 16. Earl of Leven (1924–2012), schottischer Adliger, Großgrundbesitzer und Soldat
- Alfred Leslie (1927–2023), US-amerikanischer Maler und Filmemacher
- Andy Leslie (* 1944), neuseeländischer Rugby-Union-Spieler
- Bethel Leslie (1929–1999), US-amerikanische Schauspielerin
- Betty Leslie-Melville (1927–2005), US-amerikanische Tierschutzaktivistin
- Bill Leslie (1925–2003), US-amerikanischer Jazzmusiker (Tenorsaxophon, Saxello)
- Bob Leslie (* 1950), kanadisch-britischer Eishockeytrainer und -funktionär
- Charles Leslie (Politiker, 1731) (1731–1800), englischer Politiker
- Charles Leslie (Politiker, 1769) (1769–1831), irischer Politiker
- Charles Leslie (Politiker, 1821) (1821–1871), irischer Politiker
- Charles Leslie (Cricketspieler) (1861–1921), englischer Cricketspieler
- Charles Leslie (Bischof), irischer Bischof
- Charles Robert Leslie (1794–1859), englisch-amerikanischer Maler
- Conor Leslie (* 1991), US-amerikanische Schauspielerin
- David Leslie (1953–2008), britischer Rennfahrer und Fernsehkommentator
- Desmond Leslie (1921–2001), britischer Pilot der Royal Air Force, Autor, Musiker und Ufologe
- Don Leslie (Schauspieler) (* 1948), US-amerikanischer Schauspieler
- Donald Leslie (1911–2004), US-amerikanischer Erfinder und Konstrukteur
- Doris Leslie (Doris Oppenheim; 1902–1982), britische Schriftstellerin
- Edgar Leslie (1885–1976), US-amerikanischer Songwriter
- Edward Leslie (Brutus „The Barber“ Beefcake; * 1957), US-amerikanischer Wrestler
- Eduard von Leslie (1797–1831), deutscher Porträt- und Historienmaler der Düsseldorfer Schule, Zeichenlehrer
- Euphemia Leslie, 8. Countess of Ross (vor 1400–nach 1424), schottische Adlige
- Ewen Leslie (* 1980), australischer Schauspieler
- F. D. Leslie, US-amerikanischer Filmtechniker
- Frank Leslie (1821–1880), englischer Graveur, Drucker und Verleger
- Frank Matthews Leslie (1935–2000), schottischer mathematischer Physiker
- Fred Weldon Leslie (* 1951), US-amerikanischer Astronaut
- George Dunlop Leslie (1835–1921), englischer Maler und Illustrator
- Harry G. Leslie (1878–1937), US-amerikanischer Politiker
- Henry David Leslie (1822–1896), englischer Komponist
- Hermann von Leslie (1819–1898), preußischer Generalmajor
- Ian Leslie, 21. Earl of Rothes (1932–2005), schottischer Adliger
- Jack Leslie (1901–1988), englischer Fußballspieler
- Jakob von Leslie (1636–1691), österreichischer Feldmarschall
- James Leslie († 2012), australischer Unternehmer
- Jan Leslie (* 1971), dänischer Handballspieler und -trainer
- Javicia Leslie (* 1987), US-amerikanische Schauspielerin
- Jeff Leslie (* 1952), australischer Radrennfahrer
- Joan Leslie (1925–2015), US-amerikanische Schauspielerin
- John Leslie (Bischof) (1527–1596), schottischer Geistlicher, Bischof von Ross
- John Leslie (Maler) (1822–1916), britischer Maler der Düsseldorfer Schule und der präraffaelitischen Bewegung, Großgrundbesitzer in Irland, Politiker und Parlamentsmitglied der Conservative Party
- John Leslie (Physiker) (1766–1832), schottischer Mathematiker und Physiker
- John Leslie (Filmschaffender) (1945–2010), US-amerikanischer Pornodarsteller
- John Leslie (Rugbyspieler) (* 1970), neuseeländisch-schottischer Rugbyspieler
- John Leslie (Philosoph) (John Andrew Leslie; * 1940), kanadischer Philosoph
- John Leslie (Pornodarsteller) (1945–2010), US-amerikanischer Pornodarsteller
- John Leslie (Fernsehmoderator) (* 1965), britischer Fernsehmoderator
- John Andrew Leslie (* 1940), kanadischer Philosoph
- John E. Leslie (1910–1991), austroamerikanischer Finanzmakler
- Jonathan Leslie (* 1950), britischer Squashspieler
- Lance Leslie (* 1945), australischer angewandter Mathematiker und Meteorologe
- Lisa Leslie (* 1972), US-amerikanische Basketballspielerin
- Martin Leslie (* 1971), neuseeländisch-schottischer Rugbyspieler
- Mary Leslie, 9. Countess of Ross (vor 1366–um 1435), schottische Adlige
- May Sybil Leslie (1887–1937), britische Chemikerin
- Michael Leslie (* 1993), schottischer Snookerspieler
- Moritz II. von Dietrichstein-Proskau-Leslie (1801–1852), österreichischer Diplomat
- Patrick Holt Leslie (1900–1972), Bakteriologe und Statistiker
- Preston Leslie (1819–1907), US-amerikanischer Politiker
- Rose Leslie (* 1987), schottische Schauspielerin
- Ryan Leslie (* 1978), US-amerikanischer Musikproduzent, Sänger und Songschreiber
- Shane Leslie (1885–1971), irischer Schriftsteller
- Thomas Edward Cliffe Leslie (1825–1882), irischer Nationalökonom
- Walter Leslie († 1382) (um 1320–1382), schottischer Ritter
- Walter Leslie (1607–1667), schottischer Adliger, Feldmarschall und Reichsgraf